# Голубая роза
«Голубая роза» — художественное объединение, которое получило свое название после одноименной выставки, прошедшей в 1907 году в Москве. В объединение входили художники, которые вместе поcещали Московское училище живописи, ваяния и зодчества.
Ядро группы составляли живописцы Павел Кузнецов, Петр Уткин и скульптор Александр Матвеев. Художники познакомились в родном Саратове. Они вдохновлялись работами Виктора Борисова-Мусатова и Михаила Врубеля.
«Голуборозовцы» следовали ценностям символизма, для их живописи характерны голубоватые, пастельные тона. Целью творчества художники видели «стремление к трансцендентному», «запредельному». Они уделяли внимание музыкальности и нежности произведений.

## История художественного объединения «Голубая роза»

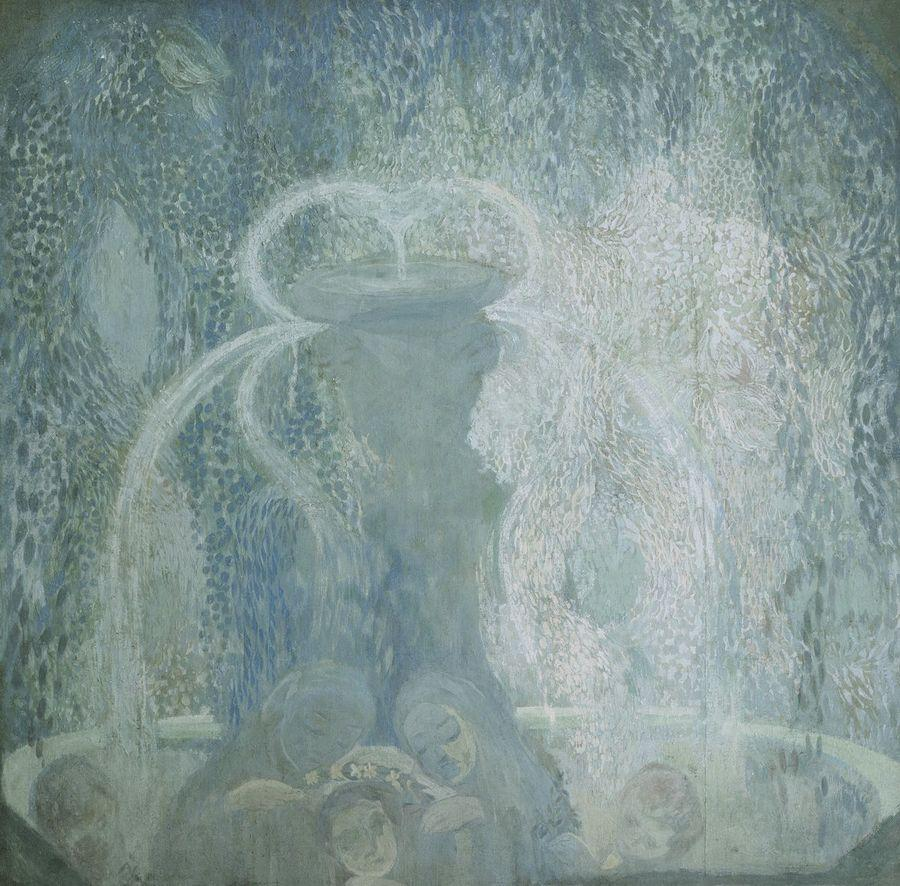
«Голубой фонтан», Павел Кузнецов. 1905 год

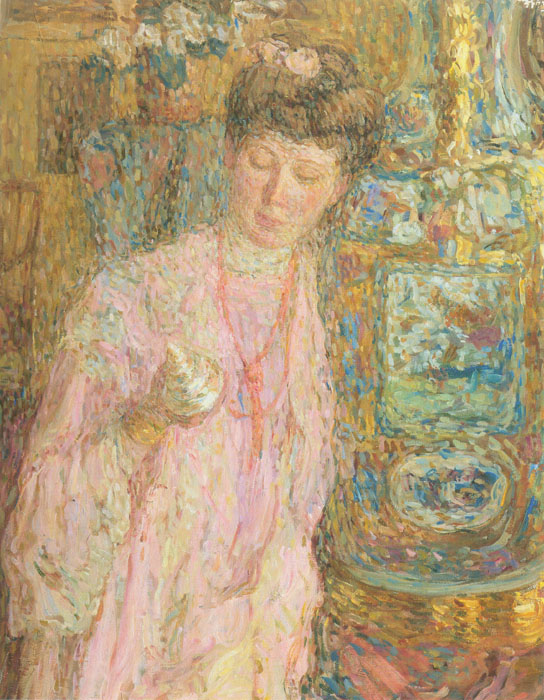
Портрет Л. Н. Гауш кисти Николая Милиоти. 1905 год

### Знакомство и начало работы
Ядро «Голубой розы» сформировалось ещё за 10 лет до проведения одноименной выставки. Павел Кузнецов, Петр Уткин и Александр Матвеев стали друзьями в родном Саратове, особенно близкими были отношения Кузнецова и Уткина, которые вместе работали над проектами по оформлению театральных постановок и частных домов. Молодые художники вдохновлялись работами земляка Виктора Борисова-Мусатова, чьи произведения отличались от работ других символистов тоской по призрачному прошлому русских усадеб. Творческие последователи и друзья Борисова-Мусатова заимствовали серо-голубые и пастельно-розовые тона его картин. Через него саратовское трио узнавало о последних тенденциях в парижском и русском искусстве, а также идеях символизма.
Вскоре саратовские художники перебрались в Москву и в 1897 году поступили в Московское училище живописи, ваяния и зодчества, где уже к 1900 году познакомились с другими будущими членами «Голубой розы» — Мартиросом Сарьяном, Николаем Сапуновым, Сергеем Судейкиным, Николаем Крымовым, Анатолием Араповым, братьями Николаем и Василием Милиоти, Иваном Кнабе, Николаем Феофилактовым, Владимиром Дриттенпрейсом, Артуром Фонвизиным, Петром Бромирским.
На короткое время к группе художников примкнул Кузьма Петров-Водкин, хотя впоследствии он так и не вошел в объединение. В Московском училище преподавателями будущих «голуборозовцев» были Исаак Левитан, Константин Коровин, Валентин Серов и Паоло Трубецкой. В воспоминаниях Коровин назвал Сапунова, Судейкина, Крымова и Кузнецова одними из лучших учеников его мастерской.
Первые совместные работы художников были связаны с театром. В 1902 году Коровин привлек Кузнецова и Сапунова к созданию декораций к опере Рихарда Вагнера «Валькирия» по собственным эскизам художника. Чуть позже, последовав примеру наставника «голуборозовцев», драматург Сергей Саввич Мамонтов пригласил художников работать над оформлением антрепризы в театре «Эрмитаж».
Произведения художников объединения вызывали неоднозначную и даже отрицательную реакцию у зрителей и критиков уже в начале совместной работы. В 1902 году Кузнецов, Уткин и Петров-Водкин получили заказ на роспись церкви Казанской Божьей Матери в Саратове. Фрески были признаны «немолитвенными и нехудожественными» и уничтожены.
В 1904 году в Саратове состоялась первая совместная выставка под названием «Алая роза», организованная Кузнецовым и Уткиным. В выставке приняли участие восемь будущих участников «Голубой розы»: Арапов, Кнабе, Кузнецов, Сапунов, Сарьян, Судейкин, Уткин, Феофилактов. Почетное место отводилось работам Врубеля и Борисова-Мусатова — любимых художников и духовных наставников молодых символистов.

### Поддержка Николая Рябушинского

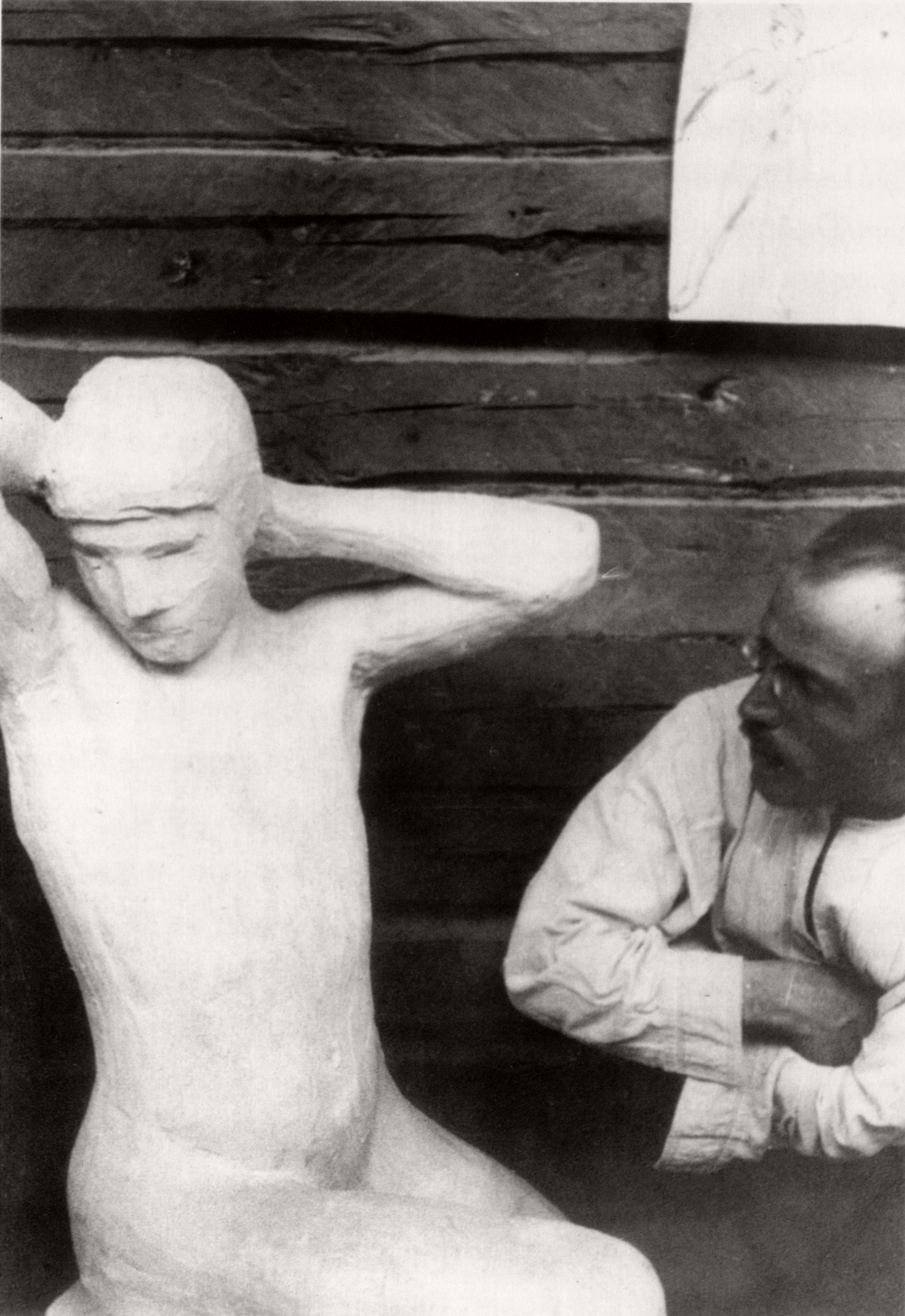
А. Т. Матвеев. Кикерино. 1910 год

Покровителем «голуборозовцев» и инициатором знаменитой выставки стал меценат Николай Павлович Рябушинский, потомок династии московских предпринимателей. Примером молодому меценату стал Сергей Дягилев, театральный деятель, создатель и куратор журнала «Мир искусства». Рябушинский решил издавать художественный журнал «Золотое руно».
...проектирую <...> журнал, в котором думаю объединить всю нашу художественную жизнь, т.е. в иллюстрациях помещать истинную живопись, в статьях говорить откровенно, что думаю, затем от имени журнала устраивать серию ежегодных выставок.
— Описание Рябушинским идеи создания журнала
Несмотря на неодобрение критиков, в 1906 году журнал вышел в свет. Рябушинский не скупился на финансирование: журнал был полон красочных иллюстраций, плотные страницы украшали многочисленные виньетки, золотые вставки. В журнале печатались как и «мирискусники» — Лансере, Бенуа, Бакст, Сомов, так и молодые художники-«голуборозовцы», хотя изначально они объединились около журнала «Искусство», который выпускался всего один год — с 1904 по 1905. В «Золотом руне» также публиковались работы поэтов и писателей символизма, зарубежных художников. Меценат и сам примкнул к группе художников-символистов, выставлялся и печатал свои работы вместе с ними.
Благодаря усилиям Рябушинского 18 марта 1907 года в Москве в доме 8 на Мясницкой улице состоялась выставка «Голубая роза», в которой участвовали все 16 членов объединения. Мероприятие было организовано после посмертной ретроспективы работ главного вдохновителя молодых художников Виктора Борисова-Мусатова, которая прошла в том же году. Сами художники обращались к народному творчеству: произведения Крымова отсылали к лубочным сценкам, а Сапунов и Судейкин вдохновлялись народным театром. Работы на сказочные загадочные сюжеты отражали стремление художников к тайне, недостижимой мечте. Скромный символ голубой розы придумал Сапунов, который черпал вдохновение в графике Обри Бердслея.
Интерьер дома был оформлен под стать бледным и туманным произведениям — повсюду стояли вазы с цветами, стены были выкрашены в светло-голубой цвет. На выставке играла музыка Скрябина, а по вечерам в доме на Мясницкой выступали поэты Валерий Брюсов и Константин Бальмонт, Андрей Белый прочитал доклад. На экспозиции собирались главные представители московского символизма.
Событие вызвало полярные реакции: художник и критик искусства Игорь Грабарь нелестно отозвался о работе «голуборозовцев», посчитав их произведения «декадентскими» и лишенными смысла. Выставка произвела положительное впечатление на критика Сергея Маковского, который писал в отзыве: «Выставка прежде всего заинтересовывает как выражение коллективного искания». Казимир Малевич также хвалил выставку и даже хотел выставить свои работы вместе с членами «Голубой розы».

### Выставки при поддержке журнала «Золотое руно»

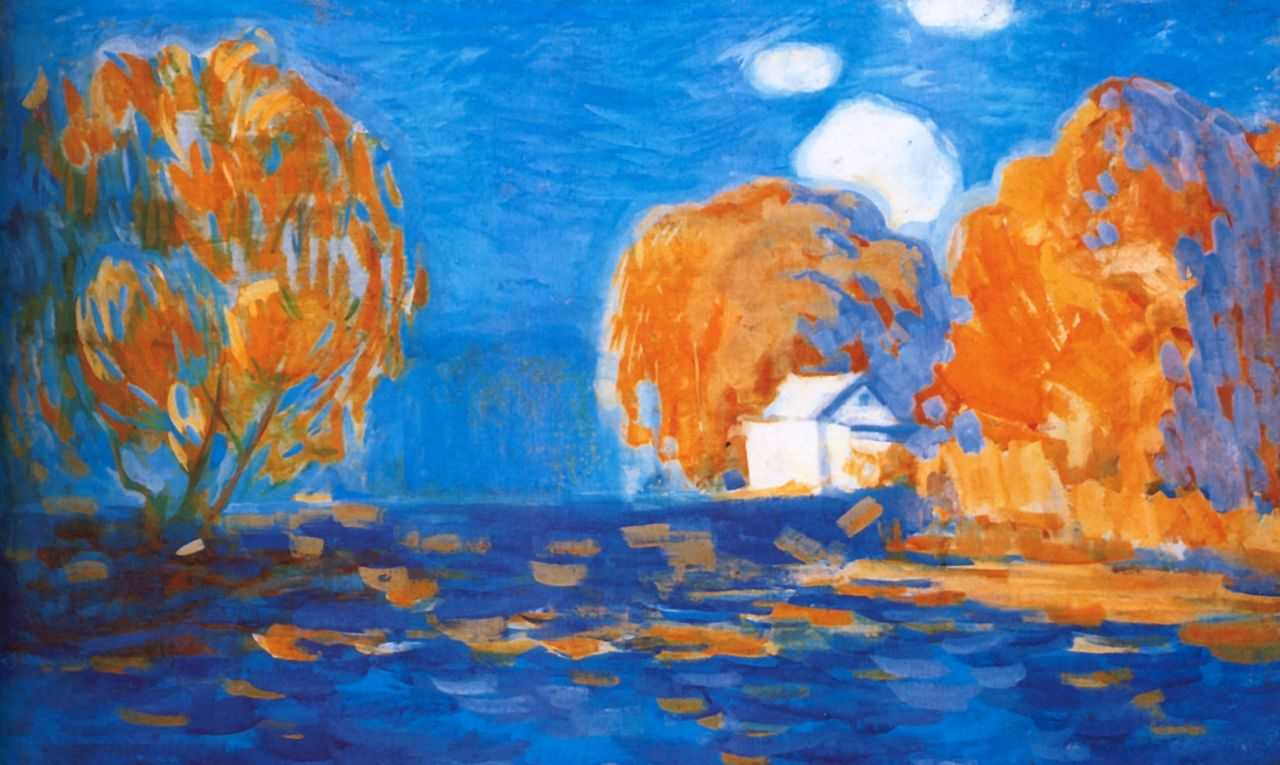
«Осень», Петр Уткин. 1908 год

После успеха 1907 года Рябушинский спонсировал ещё три выставки, и с каждой новой экспозицией его планы становились более грандиозными. В 1908 году у мецената возникла идея провести совместную выставку современного русских и французских художников-символистов. На «Салоне Золотого Руна», открывшемся 5 апреля в доме Хлудовых (Хомутовский переулок, 5а), были выставлены работы Боннара, Брака, Дега, Дени, Дерена, Сезанна, Гогена, Ван Гога, Марке, Матисса, Ренуара, Руо, Бурделя, Майоля, Родена и других. Русское искусство представляли работы «голуборозовцев», рядом с которыми выставлялись молодые Наталья Гончарова и Михаил Ларионов.
В январе 1909 года прошла вторая подобная выставка, на которую Рябушинский не пригласил французских импрессионистов, а отдал предпочтение новейшим веяниям в искусстве — кубизму и фовизму, с которыми русская публика была мало знакома. Он выставил произведения Брака, Дерена, Донгена, Марке, Матисса, Руо, Вламинка. Среди русских художников были представлены Кузнецов, Уткин, Матвеев, Милиоти, Сарьян, Кнабе, Рябушинский, Фонвизин, Ларионов, Гончарова, Петров-Водкин и другие.
Третья и последняя выставка прошла в конце декабря 1909 — январе 1910 годов. Выставка не освещалась в «Золотом руне», так как к тому моменту сам журнал уже прекратил существование из-за финансовых проблем. Однако, мероприятие имело успех. На этот раз Рябушинский стремился показать национальное русское искусство, и потому на выставке не были представлены работы зарубежных художников. Кроме «голуборозовцев» Кузнецова, Уткина, Кнабе, Сарьяна и самого Рябушинского на выставке значительно усилилась группа Ларионова-Гончаровой, в неё вошли: Машков, Кончаловский, Куприн, Фальк и другие. Эти радикальные художники в конце 1910 года сформируют собственное художественное объединение «Бубновый валет».
После громких выставок слава объединения «Голубая роза» привлекла меценатов и любителей искусства, которые наперебой приглашали художников к оформлению новых проектов. Но творческие устремления «голуборозовцев» не ограничивались созданием живописи и скульптуры. Художники стремились воплотить в жизнь идею о синтезе искусств, что было характерно для представителей символизма.
Эта идея воплотилась в планировке и оформлении крымской усадьбы «Новый Кучук-Кой». После нашумевшей выставки 1907 года Кузнецов, Уткин и Матвеев были приглашены действительным статским советником и сотрудником Министерства финансов в Петербурге Яковом Евгеньевичем Жуковским к созданию его имения в Крыму. Матвееву было поручено создание скульптурного оформления усадьбы (для скульптур он выбрал тему сна и мечты), Кузнецов и Уткин занялись мозаиками и росписью дома, планировкой сада. Кабинет владельца расписал Евгений Лансере, а в гроте у морского берега Врубель создал небольшие панно.
«Голуборозовцы» также расписывали московскую резиденцию Рябушинского «Черный лебедь», где хранилось большое количество их живописных и скульптурных произведений. В 1915 на вилле случился пожар, и богатое собрание Рябушинского погибло в огне.

## Судьбы «голуборозовцев»
У «Голубой розы» не было четкого манифеста или объединяющей идеи. На страницах «Золотого руна» они так писали о своем творчестве: 
Искусство вечно, ибо основано на непреходящем, на том, что отринуть нельзя. Искусство едино, ибо единый его источник — душа. Искусство символично, ибо носит в себе символ вечного во временном. Искусство свободно, ибо создается свободным творческим порывом.
И для них творчество было действительно свободным: художники перестали участвовать в совместных выставках после 1910 года и лишь изредка работали друг с другом над общими проектами, предпочитая идти собственным путем. Например, произведения Мартироса Сарьяна и Павла Кузнецова были проникнуты восточными мотивами: Кузнецов много путешествовал по Средней Азии, а Сарьян писал родную Армению. Николай Феофилактов, Николай Милиоти и Николай Крымов, напротив, заинтересовались неоклассицизмом, обращались к античным сюжетам. Сапунов и Судейкин продолжили оформлять театральные постановки.
В советское время символизм считался «декадентским», чуждым «советскому зрителю». Несмотря на это многие «голуборозовцы» решили остаться в стране при новом политическом режиме и применить свои навыки в новых условиях. Лишь трое из 16 художников — Николай Милиоти, Сергей Судейкин и Николай Рябушинский — эмигрировали. Павел Кузнецов создал журнал «Путь освобождения», в котором также работали Бромирский, Крымов и Арапов. Александр Матвеев получил должность профессора петроградского Центрального училища технического рисования, Крымов и Судейкин стали членами различных комиссий по охране памятников искусства. Крымов, Кузнецов, Матвеев, Уткин, Фонвизин и Сарьян в 1920-х преподавали в художественных учебных заведениях. В 1925 году в Третьяковской галерее прошла первая ретроспективная выставка объединения «Голубая роза».
Все эти «Голубые розы», «Бубновые валеты», «Ослиные хвосты» и прочие порождения декадентской и формалистической эстетики несли в себе реакционное содержание, утрачивали национальную независимость в области художественного творчества, одурманивали и духовно растлевали народ.
— Отзыв о творчестве объединения в журнале «Искусство», 1947 год.
Отношение к художникам было неоднозначным: в конце 1920-х Кузнецов потерял работу из-за отрицательного отзыва на выставку его работ, позже Артура Фонвизина и Александра Матвеева обвинили в формализме.

## Участники

### Живописцы
|              |                    |             |              |
| А. А. Арапов | В. П. Дриттенпрейс | И. А. Кнабе | Н. П. Крымов |

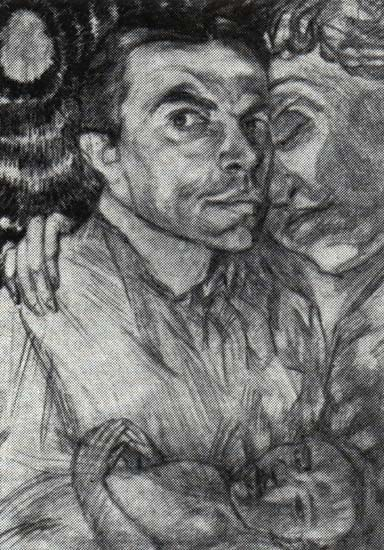
П. В. Кузнецов
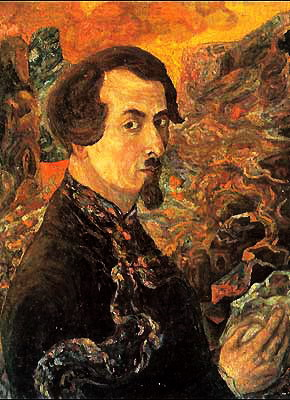
В. Д. Милиоти
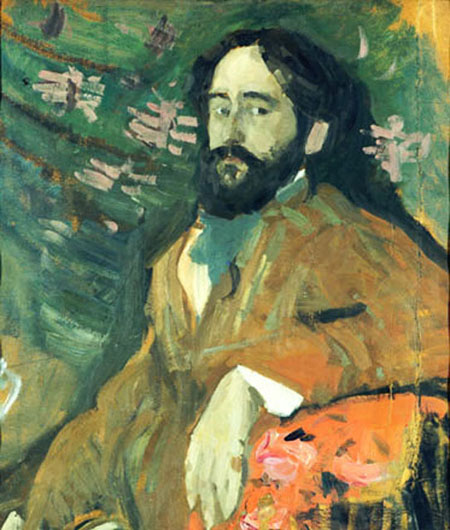
Н. Д. Милиоти
Н. П. Рябушинский

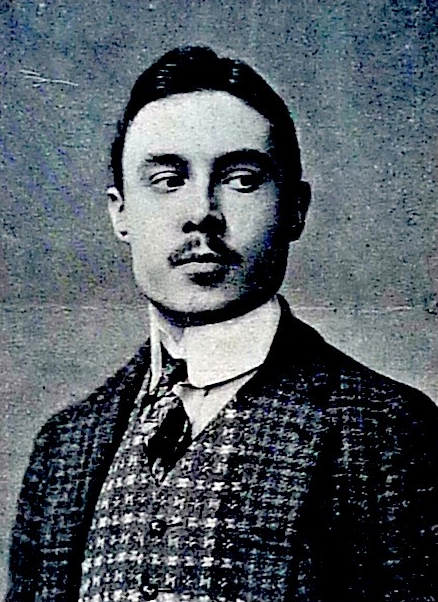
Н. Н. Сапунов
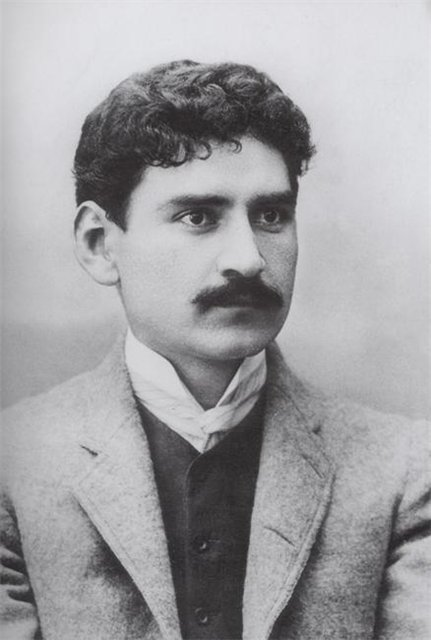
М. С. Сарьян
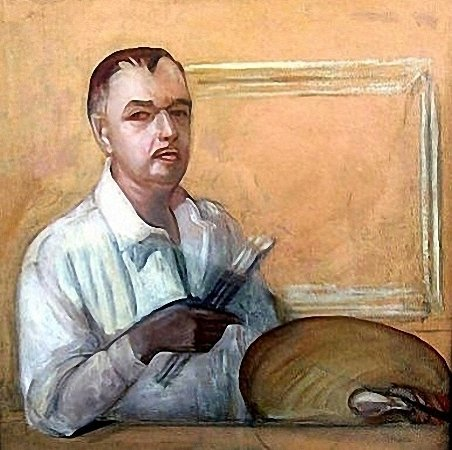
С. Ю. Судейкин
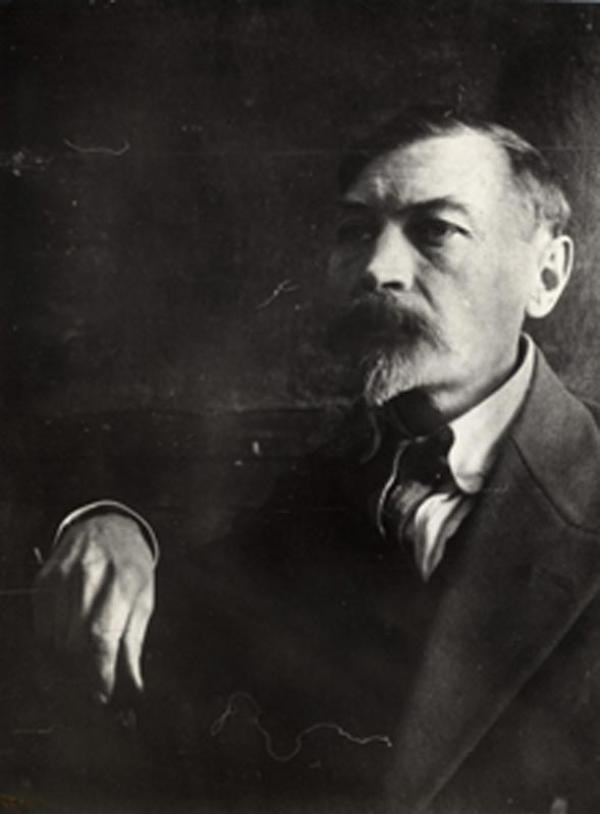
П. Уткин

|  |                |                |  |
|  | Н. Феофилактов | А. В. Фонвизин |  |

### Скульпторы
|  |               |                  |  |
|  | А. Т. Матвеев | П. И. Бромирский |  |

### Поэты
|                |          |              |  |
| К. Д. Бальмонт | А. Белый | В. Я. Брюсов |  |